# Groupe Orllati
Le Groupe Orllati SA est un ensemble de sociétés suisses actives dans les domaines du gros œuvre dans la construction, dans l'immobilier ainsi que dans l'environnement. Basé à Bioley-Orjulaz, dans le Canton de Vaud. Il est devenu au fil des années l’un des principaux acteurs de ces secteurs en Suisse romande. Le groupe en tant que tel existe depuis 2011. 

## Histoire
Alors âgé de 14 ans, Avni Orllati est arrivé en Suisse en 1989 avec son frère jumeau Basri Orllati grâce au regroupement familial. Leurs activités débutent en 1995 lorsqu'ils louent une machine pour casser du béton. Les deux frères fondent alors une entreprise spécialisée dans la démolition. Ils obtiennent leur tout premier contrat de la société Dentan, l'entreprise où travaille leur père. Deux ans plus tard, ils rachètent une entreprise sur le point de déposer le bilan et dotée d'un grand parc de machines de chantier. Ils fondent alors la société anonyme Orllati le 18 avril 1997. Ils obtiennent des contrats pour des sociétés telles que Philip Morris International ou Nestlé et quelque temps plus tard leur grand frère Gjevgjet Orllati les rejoint dans l'entreprise.
En 2000, la société compte désormais 100 employés. En 2001, elle rachète la société LMT SA et s'installe sur le site d'une ancienne gravière cantonale à Bioley-Orjulaz, dans le Gros-de-Vaud. Elle dispose désormais d'un plus grand parc de machines de chantier et d'une ancienne gravière qui est utilisée pour traiter tous les déchets de terrassements non pollués.
Jusqu'alors très discrète, la société devient plus visible dès 2005 lorsqu'Avni Orllati commence à acquérir des terrains et se lance dans l'immobilier parallèlement aux activités de génie civil. Afin d'uniformiser et simplifier la gestion de toutes ces entreprises la société Orllati SA est transformée en Groupe Orllati SA en 2011. Elle choisit la couleur turquoise comme identité visuelle pour se démarquer des autres entreprises du secteur.
En juin 2017, la société comptait plus de 700 employés et en employait 800 en novembre de la même année. Elle générait un volume d'affaires de plus de 200 millions de francs suisses.
À la fin de l'année 2016, le Groupe Orllati SA a été victime d'accusations anonymes de pollution environnementale sur son site de Bioley-Orjulaz. Les enquêteurs ont identifié par la suite le corbeau comme étant l'ancien journaliste Fabien Dunand. Une vaste enquête judiciaire baptisée Opération Cracoucass a été menée. Elle conclut que les accusations étaient dénuées de tout fondement et motivé par des rivalités économiques, notamment en lien avec un promoteur immobilier vaudois concurrent. Le corbeau dénonciateur a été condamné en octobre pour calomnie et fausse alerte à la population à une peine ferme de 150 jours-amende. Le condamné a fait appel de ce verdict au Tribunal cantonal. Les juges de deuxième instance ont rejeté la requête de l'accusé et maintenu sa condamnation, en l'assortissant d'un sursis de 4 ans. Dans un arrêt daté du 23 août 2023, le Tribunal fédéral a ensuite confirmé en instance suprême cette condamnation. 
Le groupe Orllati a poursuivi ses activités. En 2017, il a inauguré sur son site vaudois des nouvelles installations destinées au traitement des terres polluées. Une première en Suisse romande, ce qui permet à la société de ne plus avoir à faire traiter ses terres à Zurich, réduisant ainsi l'impact écologique, ce qui s'aligne dans un but de dépollution,.

## Galerie

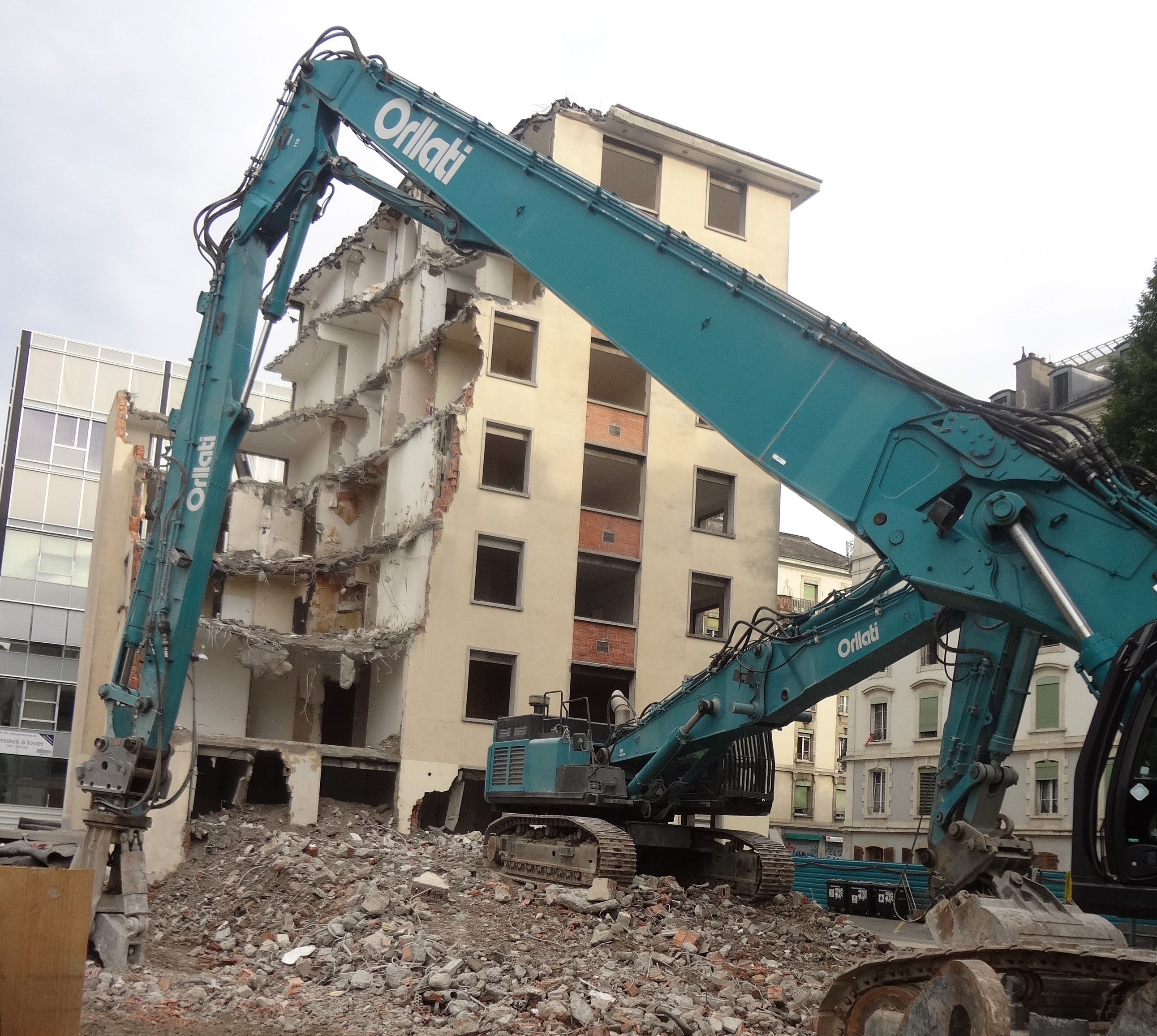
Destruction d’immeubles à Genève en 2020.